# Infantile Myofibromatose
Die Infantile Myofibromatose ist ein seltener gutartiger Tumor der Weichteilgewebe mit Knotenbildung in der Haut, der Skelettmuskulatur oder den Knochen.
Synonyme sind: Multifokales Fibromatose-Syndrom; Kongenitale mutiple Fibromatose; Fibromatose, kongenitale, generalisierte; Myofibromatosis, Juvenile; englisch Fibromatosis, Congenital generalized; CGF
Die Erstbeschreibung stammt aus dem Jahre 1954 durch Arthur Purdy Stout.

## Verbreitung
Die Häufigkeit wird mit 1 zu 150.000 Lebendgeborenen angegeben. Die Erkrankung ist der häufigste fibröse Tumor im Kindesalter, bei 80 % liegt eine einzelne Läsion vor, die Hälfte ist bereits bei Geburt oder kurz danach nachweisbar.

## Ursache
Die Erkrankung tritt meist sporadisch, selten nur familiär gehäuft auf.
In diesen Fällen wurden Mutationen im PDGFRB-Gen auf Chromosom 5 Genort q32, welches für den Tyrosinkinase-Rezeptor für die Platelet Derived Growth Factoren kodiert oder im NOTCH3-Gen auf Chromosom 19 p13.12, welches die Genexpression von PDGRFB aktiviert, nachgewiesen.

## Einteilung
Je nach Auftreten der Tumoren kann unterschieden werden:
- Solitärer einzelner Tumor (75 %)
- multiple Tumoren, auf Haut und Muskeln begrenzt
- multiple Tumoren mit Beteiligung eines einzelnen inneren Organes
- multiple Tumoren mit mehreren inneren Organen

## Klinische Erscheinungen
Klinische Kriterien sind:
- Krankheitsbeginn schon bei Geburt oder im Kleinkindesalter, 90 % innerhalb der ersten beiden Lebensjahre
- Multiple, meist schmerzlose Fibrome der Haut, Unterhaut, in Muskulatur und Skelett, selten in den inneren Organen
- Infiltrierendes Wachstum, auch spontane Rückbildung möglich

Histologisch sind in den Tumoren Myofibroblasten enthalten.

## Differentialdiagnose
Abzugrenzen sind:
Hämangiom, Lymphangiom, Neurofibrom, infantiles Fibrosarkom, Langerhans-Zell-Histiozytose, entzündlicher myofibroblastischer Tumor, Desmoid-Tumor.

## Heilungsaussicht
Sind keine inneren Organe mitbetroffen, ist die Prognose sehr günstig, oft kommt es zur spontanen Rückbildung. Andernfalls besteht unbehandelt eine hohe Mortalität von bis zu 70 %.